# Le Bouillon
Le Bouillon é uma comuna francesa, situada no departamento da Orne. Estende-se por uma área de 17,77 km². Em 2010 a comuna tinha 170 habitantes (densidade: 9,6 hab./km²).